# Fabrizio Ravanelli
Fabrizio Ravanelli (ur. 11 grudnia 1968 w Perugii) – włoski piłkarz występujący na pozycji napastnika, zawodnik takich klubów jak Perugia Calcio, Juventus F.C., S.S. Lazio, Olympique Marsylia, Middlesbrough czy Derby County F.C.
Jego pierwszym zawodowym klubem była Perugia Calcio. Spędził tam 3 lata. Później występował w trzech innych włoskich klubach (w Avellino, Casertanie i Reggianie), nie osiągając jednak większych sukcesów. Grając w Juventusie, Ravanelli zdobył mistrzostwo Włoch (1994–1995), Puchar Włoch (1994–1995), Superpuchar Włoch (1995), Puchar UEFA (1992–1993) oraz Ligę Mistrzów (1995–1996).
W debiucie w angielskim Middlesbrough F.C. (przeciwko Liverpool F.C.) strzelił trzy bramki, przyczyniając się do remisu swojej drużyny. Po dwóch sezonach spędzonych na boiskach Premier League przeniósł się do Olympique Marsylia, gdzie występował przez następne dwa lata, strzelając 21 bramek w 45 meczach. Jego kolejnym klubem było S.S. Lazio, do którego przeniósł się w sezonie 2000/01.
W 2001 roku postanowił ponownie opuścić Włochy i przenieść się do Anglii. Tym razem jego nowym miejscem pracy miał być klub Derby County F.C., które sezon później (2002/03) spadło do niższej ligi. W Derby rozegrał 50 spotkań strzelając 14 bramek. Po opuszczeniu Anglii przeniósł się do Szkocji, by grać dla Dundee United F.C. Jego kariera w tym klubie trwała bardzo krótko. Rozegrał tam zaledwie 5 meczów, nie strzelając przy tym ani jednego gola.
W sezonie 2004/05 powrócił do swojego macierzystego miasta i został piłkarzem Perugia Calcio. W ciągu swojego ostatniego w karierze sezonu zdołał strzelić 9 bramek, rozgrywając przy tym 39 meczów.
22 czerwca 2018 został oficjalnie ogłoszony trenerem Arsenału Kijów. 22 września 2018 podał się do dymisji.